# Hudson (Iowa)
Pour les articles homonymes, voir Hudson.
Hudson est une ville du comté de Black Hawk, en Iowa, aux États-Unis. La ville est incorporée le 1er juillet 1893.

## Source de la traduction
- (en) Cet article est partiellement ou en totalité issu de l’article de Wikipédia en anglais intitulé « Hudson, Iowa » (voir la liste des auteurs).